# Four Winds (középlemez)
A Four Winds a Bright Eyes negyedik középlemeze, amelyet 2007. március 6-án adott ki a Saddle Creek Records az Egyesült Államokban, és április 2-án az Egyesült Királyságban.
A címadó dal a Cassadaga albumról megjelent első kislemez dala, a többi pedig a 2006-os felvételi munkálatok alatt rögzített b-oldalas szám. A kiadványt „csendesen lenyűgözőnek” értékelték, valamint „felidézi a vidék báját, és a korábbi alkotások csábító történeteit”. A hegedű refrénje hasonlít Joan Baez The Night They Drove Old Dixie Down dalának szöveges ismétlődő soraihoz („Na, na na, na na na na”).
A Four Winds dalban több utalás is hallható William Butler Yeats The Second Coming versének refrénjére („Betlehem felé haladás”).
Az album a Saddle Creek Records 101. kiadványa.

## Borító
A lemezborítón számos vallási és mitológiai utalás található. Az „IEOVA”, „EHEIIE”, „ELIION” és „ELOA” nevek héber eredetűek, „a Szefirot és egyes megfelelői listáinak legfontosabb elemei”. A „Key of Solomon” könyvben varázslatok megidézésére használják; a könyv „a grimoárok és varázskönyvek legfontosabbika”. Az alkotás nagyrészt a bolygók együttállására fókuszál.
Részlet az első könyv első fejezetéből:
Salamon, Dávid fia, Izrael királya azt mondta, hogy a feladatunk Istentől félni, imádni őt, teljes szívünkkel becsülni, minden cselekedetünkbe bevonni, teljes odaadással szolgálni, így Isten a jó útra vezet minket. Így ha valaki a mágia és tudomány ismerője kíván lenni, ismernie kell az órák és napok rendszerét, a holdállást, mert ezek nélkül az óhaj hatástalan; de ha szorgalmasan figyeled ezeket, könnyen elérheted célod.
A ránézésre véletlenszerű betűket tartalmazó hátlapi négyzet valójában a „ragyogókat”, a tizenkét olümposzi istent jelenti, akik a hét egy napját és saját bolygójukat irányítják. Az alkotáson látható alakzat „Blumaza négyzete”, jelentése „hétfő” és „Hold”. Minden istenségnek más képessége van; jelen esetben Artemiszről, a termékenység és vadászat, illetve bármi légi dolog istenéről van szó.
A belső oldalakon olvasható héber nevek a The Brazen Vessel felirataként használatosak; utóbbi „egy rézedény, amit a körülötte lévő feliratok világiból mágikus eszközzé változtattak”.

## Számlista
Az összes dal szerzője Conor Oberst, kivéve, ahol jelezve van. 
| 1.    | Four Winds         |                           | 4:16 |
| 2.    | Reinvent the Wheel |                           | 3:33 |
| 3.    | Smoke Without Fire | Conor Oberst, M. Ward     | 4:59 |
| 4.    | Stray Dog Freedom  | Conor Oberst, Ben Kweller | 5:14 |
| 5.    | Cartoon Blues      |                           | 3:54 |
| 6.    | Tourist Trap       |                           | 5:44 |
| 27:38 |                    |                           |      |

## Fogadtatás
A kiadvány több forrásból is vegyes értékeléseket kapott. A Pitchfork Media szerzője, Stephen Deusner kedvelte az első dalt, szerinte ha az album felépítésében hasonlítana az I’m Wide Awake, It’s Morning és Digital Ash in a Digital Urn lemezekhez, jobb lenne; majd így folytatta: „ma nem sok énekes van – talán Win Butler tudja egy számban szerepeltetni a sátánt és a babiloni szajhát; a Four Winds inkább egy ritka tiltakozódal, amely megpróbál képet adni az amerikai társadalomról és annak sikereiről.” A többi dalról viszont a kritikus negatív véleménnyel volt: „más irányba terelődnek, de egyik sem igazán – vagy egyáltalán – kiemelkedő”; Deusnernek ezen felül az „ingatag” dalszövegek sem nyerték el tetszését.
A Four Winds dalt a Rolling Stone 2007 ötödik legjobbjának választotta.

## Videóklip
A klipben a zenekar egy állami eseményen egybegyűlt, lármás tömeg előtt játszik. Az énekes és fő gitáros Conor Oberst, a háttérgitáros Mike Mogis; Nate Walcott orgonán, Anton Patzner hegedűn, Daniel J. McCarthy basszusgitáron, Mara Taylor pedig dobon játszik. Habár mandolin is hallható a felvételen, a fellépésen már nem szerepel. A csapat fokozatosan hagyja el a színpadot, amihez tárgyakat dobálnak.
A Patrick Daughters által rendezett videó a Los Angeles-i Elysian Park egy sátrában, február elején játszódik. A forgatás előtt néhány nappal a környéken élő rajongókat meghívták, hogy szerepeljenek a klipben. A megjelentek feladata egyrészt az volt, hogy obszcén kifejezéseket kiabáljanak, másrészt különféle dolgokat (popcorn, világító rúd, plüss dobókocka, csésze, édesgyökér) dobáljanak a színpadra. Ezek közül több is eltalálta a fellépőket, de ez nem befolyásolta az eseményt.
Oberst észrevette, hogy a munkálatok alatt valaki folyamatosan zavarta; őt a felvétel befejezése után felhívta a színpadra, és megölelte.

## Feldolgozás
A Las Vegas-i The Killers rockbanda 2009-ben elkészítette a dal feldolgozását, amely a harmadik, Day & Age stúdióalbumuk második kislemezének (Spaceman) b-oldalas dala.

## Közreműködők

### Bright Eyes
- Conor Oberst – ének, gitár
- Mike Mogis – gitár, basszusgitár, lap steel gitár, félgitár, mandolin, kasztanyetta, dobro
- Nate Walcott – zongora, orgona, szárnykürt, wurlitzer

### Más zenészek
- Andy LeMaster, Barney Crawford, Rachael Yamagata, Rob Hawkins, Sherri DuPree, Stacy DuPree, Z Berg – ének
- Anton Patzner – hegedű
- Janet Weiss, Maria Taylor – ének, dob
- Ben Kweller – ének, zongora
- Clint Wheeler – cowboycsizmák
- Dan McCarthy, Tim Lutznel – basszusgitár
- David Rawlings – gitár
- Jason Boesel – dob
- M. Ward – ének, gitár, szájharmonika, bariton
- Mike Coykendall – hárfa, ütőgitár

## Fordítás
Ez a szócikk részben vagy egészben  a   Four Winds (EP) című angol Wikipédia-szócikk ezen változatának fordításán alapul.  Az eredeti cikk szerkesztőit annak laptörténete sorolja fel. Ez a jelzés csupán a megfogalmazás eredetét és a szerzői jogokat jelzi, nem szolgál a cikkben szereplő információk forrásmegjelöléseként.